# Sékana Diaby
Sékana Diaby (ur. 10 sierpnia 1968 w Abidżanie) – piłkarz z Wybrzeża Kości Słoniowej, występujący podczas kariery na pozycji obrońcy.

## Kariera piłkarska
Sékana Diaby rozpoczął karierę w Racing Club de France w 1986. W latach 1988–1989 występował w Stade Lavallois, po czym powrócił do Racingu. W 1990 trenowanym przez Henryka Kasperczaka dotarł do finału Pucharu Francji. W latach 1990–1992 był zawodnikiem Stade Brestois 29, z którym spadł do Ligue 2 w 1991. W latach 1992–1994 był zawodnikiem CS Louhans-Cuiseaux, z którym spadł do trzeciej ligi w 1993. W latach 1994–1995 występował w trzecioligowym Pau FC, z którego przeszedł do drugoligowego LB Châteauroux. Karierę zakończył w 1997 w pierwszoligowym Zeytinburnusporze.

## Kariera reprezentacyjna
Sékana Diaby występował w reprezentacji Wybrzeża Kości Słoniowej. W 1988 wystąpił w Pucharze Narodów Afryki, na którym WKS odpadło w fazie grupowej. W 1990 po raz drugi wystąpił w Pucharze Narodów Afryki, z którego WKS ponownie odpadło w fazie grupowej.
W 1992 roku uczestniczył w największym sukcesie w historii WKS w postaci zdobycia Pucharu Narodów Afryki. Na tej imprezie Diaby wystąpił we wszystkich pięciu meczach z Algierią, Kongo, Zambią, Kamerunem i finałowym z Ghaną. W tym roku wystąpił w pierwszej edycji Pucharu Konfederacji, który nosił wówczas nazwę Pucharu Króla Fahda. Na tym turnieju po porażkach z Argentyną i reprezentacją USA, Wybrzeże Kości Słoniowej zajęło ostatnie, czwarte miejsce. Diaby wystąpił w obu meczach. W 1992 i 1993 uczestniczył w przegranych eliminacjach do Mistrzostw Świata 1994.